# Iker Casillas Fernández
Iker Casillas Fernández (Móstoles, 20 de maig de 1981) és un exfutbolista madrileny que jugava a la demarcació de porter. Actualment és president de l'equip 1K, que juga a la Kings League.
Va acabar la seva carrera al FC Porto. Anteriorment havia jugat més de sis-cents partits amb el Reial Madrid, cosa que en fa el sisè jugador que més partits hi ha disputat. Amb la selecció espanyola també ha assolit la capitania, i és el jugador amb més internacionalitats de la història, en haver superat els 126 partits d'Andoni Zubizarreta.
El juliol del 2015 s'anuncià que fitxava pel FC Porto després de 16 temporades al primer equip blanc (725 partits), i 25 al club madridista, del qual era capità.
Iker Casillas va ser designat com el millor porter del món de 2008, 2009, 2010 i 2011 a la classificació que elabora la Federació Internacional d'Història i Estadística del Futbol (IFHHS).

## Biografia
Va nàixer el 20 de maig de 1981 a Móstoles, una ciutat de la perifèria de Madrid.
Ja des de petit, a les categories inferiors del Reial Madrid, el jove jugador va demostrar un gran talent, i que tenia un futur molt prometedor. Va debutar amb el primer equip a un partit de Primera divisió davant l'Athletic Club de Bilbao, el 12 de setembre de 1999, amb 18 anys. A aquella temporada va guanyar el Trofeu Bravo i va esdevenir el porter més jove en jugar la final de la Lliga de Campions i guanyar-la. El resultat de la final davant el València CF, va ser de tres gols a zero, on van marcar els seus companys Raúl González, Fernando Morientes i Steve McManaman.
La temporada 2000-01 va guanyar la seva primera lliga i a l'any següent la Supercopa espanyola.
L'any 2002, durant la final de la Lliga de Campions va haver de sortir a la segona meitat per substituir el seu company d'equip, César Sánchez, lesionat, i va fer una gran actuació salvant l'equip amb parades de gran dificultat als últims minuts, aconseguint derrotar el Bayer Leverkusen.
El 20 d'abril de 2011 Iker Casillas va guanyar la Copa del Rei que era l'última copa que li faltava per guanyar, va ser contra el FC Barcelona, amb un cop de cap de Cristiano Ronaldo al minut 112, durant la primera part de la pròrroga.
El 12 d'agost de 2014 va ser titular al partit en què es disputava la Supercopa d'Europa de 2014, que el Madrid va guanyar per 2 a 0 contra el Sevilla FC.
L'11 de juliol de 2015 es va anunciar la marxa de Casillas del Reial Madrid, per fitxar pel FC Porto portuguès, entrenat per Julen Lopetegui, amb un contracte per dues temporades. El 18 de juliol va debutar amb el Porto en un partit amistós contra el Duisburg que els portuguesos guanyaren 0-2.
L'1 de maig de 2019, va patir un infart un infart durant un entrenament amb el Porto i va ser traslladat d'urgència a l'hospital on es va sotmetre a un cataterisme que el va deixar fora de perill.
El juliol de 2019, després del seu atac de cor dos mesos abans, Casillas va tornar per a l'entrenament de pretemporada. Més tard aquell mes, el Porto va anunciar que li havien donat un paper en el cos tècnic del club mentre continuava la seva recuperació. L'agost, va ser inclòs a la plantilla del Porto per a la temporada 2019-20. Al setembre va compartir els resultats de les seves proves mèdiques a les xarxes socials; a finals de mes va manifestar que esperaria fins al març de l'any següent per veure com avançava en la seva recuperació abans de decidir si tornaria a jugar o es retirava. Va tornar a entrenar el 4 de novembre.
El 4 d'agost de 2020, Casillas va anunciar oficialment la seva retirada del futbol professional. El juliol, es va informar que havia tornat al Reial Madrid per treballar com a assessor de Florentino Pérez. El desembre de 2020, va ser nomenat adjunt del CEO de la Fundació Reial Madrid.

### Selecció espanyola
Casillas ha disputat més de 100 partits amb la selecció espanyola. Hi va debutar el 3 de juny del 2000 en un partit amistós contra Suècia, i més tard va debutar en un partit oficial el 2 de setembre del 2000 a un Bòsnia 1-2 Espanya.
Va començar a ser titular indiscutible de la selecció durant el mundial del Japó i Corea, quan el seu company Santiago Cañizares es lesionà en caure-li un flascó de colònia al peu que li va seccionar un tendó. Va ser un dels protagonistes de la selecció, aconseguint arribar als quarts de final aturant un penal durant un partit contra la selecció d'Irlanda i en la tanda de penals en va parar dos més.
Amb només 27 anys havia celebrat els seus 80 partits com a internacional, coincidint amb la victòria davant d'Itàlia, que va suposar la classificació per a semifinals de l'Eurocopa, fita que la selecció no aconseguia des de feia 24 anys. El 29 de juny de 2008 va aixecar el trofeu de campions de l'Eurocopa, essent el porter menys golejat del campionat (2 gols en 5 partits). El 12 de juliol de 2010, també alçà el trofeu de Campió del Món 2010.
Des del setembre de 2006, quan el seu company d'equip Raúl González Blanco va deixar de ser convocat amb la selecció, és capità de la selecció. El 3 de març de 2010 va superar Raúl en nombre de partits disputats, esdevenint el segon jugador que més partits ha jugat, després d'Andoni Zubizarreta, fita que superà el 15 de novembre del 2011, amb 30 anys, quan va esdevenir el jugador amb més partits internacionals amb la selecció espanyola, en superar Andoni Zubizarreta, que n'havia jugat 126.
L'1 de juliol de 2012 aconseguí un altre cop l'Eurocopa amb la selecció espanyola, (va ser el primer combinat estatal en aconseguir-ho de forma consecutiva), i rebent només un gol en sis partits.
El 27 de maig de 2013, entrà a la llista de 26 preseleccionats per Vicente del Bosque per la Copa Confederacions 2013, una convocatòria que s'havia posat en dubte a causa de la seva suplència al seu club durant bona part del 2013. Posteriorment el 2 de juny, entrà a la llista definitiva de convocats per aquesta competició.
El 31 de maig de 2014 entrà a la llista de 23 seleccionats per Vicente del Bosque per participar en la Copa del Món de Futbol de 2014, en el qual serà la seva quarta participació en un mundial. En el cas que la selecció espanyola, la campiona del món en aquell moment, hagués guanyat novament el campionat, cada jugador hauria cobrat una prima de 720.000 euros, la més alta de la història, 120.000 euros més que l'any anterior.

### Participacions en fases finals
| Torneig                  | Seus                    | Resultat        | Partits | Gols |
| ------------------------ | ----------------------- | --------------- | ------- | ---- |
| Europeu Sub-16 de 1997   | Alemanya                | Campió          | 6       | -4   |
| Mundial Sub-17 1997      | Egipte                  | Tercer lloc     | 5       | -6   |
| Mundial Sub-20 1999      | Nigèria                 | Campió          | 2       | -2   |
| Eurocopa 2000            | Bèlgica i Països Baixos | Quarts de final | 0       | 0    |
| Copa del Món 2002        | Corea del Sud i Japó    | Quarts de final | 5       | -5   |
| Eurocopa 2004            | Portugal                | Primera fase    | 3       | -2   |
| Copa del Món 2006        | Alemanya                | Octaus de final | 3       | -4   |
| Eurocopa 2008            | Àustria i Sutza         | Campió          | 5       | -2   |
| Copa Confederacions 2009 | Sud-àfrica              | Tercer lloc     | 4       | -4   |
| Copa del Món 2010        | Sud-àfrica              | Campió          | 7       | -2   |
| Eurocopa 2012            | Polònia i Ucrania       | Campió          | 6       | -1   |
| Copa Confederacions 2013 | Brasil                  | Subcampió       | 3       | -4   |
| Copa del Món 2014        | Brasil                  | Primera fase    | 2       | -7   |
| Eurocopa 2016            | França                  | Octaus de final | 0       | 0    |

## Curiositats
- Té el rècord Guinness del porter més jove en jugar la final de la Lliga de Campions, amb només 19 anys i quatre dies a l'Stade de France el 24 de maig del 2000. No va encaixar cap gol a la victòria per 3 a 0 del Reial Madrid CF contra el València CF.[32] Té també el rècord Guiness del porter amb més partits jugats a aquesta competició, amb 174 partits, superant al jugador Xavi Hernández, exjugador del Futbol Club Barcelona.

## Estadístiques
Actualitzades a 26 de gener de 2013.
| Temporada | Lliga   | Lliga | Copa    | Copa | Europa  | Europa | Altres  | Altres | Total   | Total |
| Temporada | Partits | Gols  | Partits | Gols | Partits | Gols   | Partits | Gols   | Partits | Gols  |
| --------- | ------- | ----- | ------- | ---- | ------- | ------ | ------- | ------ | ------- | ----- |
| 1999-00   | 27      | 0     | 5       | 0    | 12      | 0      | 5       | 0      | 49      | 0     |
| 2000-01   | 34      | 0     | 0       | 0    | 11      | 0      | 1       | 0      | 46      | 0     |
| 2001-02   | 25      | 0     | 5       | 0    | 9       | 0      | 2       | 0      | 41      | 0     |
| 2002-03   | 38      | 0     | 0       | 0    | 15      | 0      | 2       | 0      | 55      | 0     |
| 2003-04   | 37      | 0     | 2       | 0    | 9       | 0      | 0       | 0      | 48      | 0     |
| 2004-05   | 37      | 0     | 0       | 0    | 10      | 0      | 0       | 0      | 47      | 0     |
| 2005-06   | 37      | 0     | 4       | 0    | 7       | 0      | 0       | 0      | 48      | 0     |
| 2006-07   | 38      | 0     | 0       | 0    | 7       | 0      | 2       | 0      | 47      | 0     |
| 2007-08   | 36      | 0     | 0       | 0    | 8       | 0      | 0       | 0      | 44      | 0     |
| 2008-09   | 38      | 0     | 0       | 0    | 7       | 0      | 2       | 0      | 47      | 0     |
| 2009-10   | 38      | 0     | 0       | 0    | 8       | 0      | 0       | 0      | 46      | 0     |
| 2010-11   | 35      | 0     | 8       | 0    | 11      | 0      | 0       | 0      | 54      | 0     |
| 2011-12   | 37      | 0     | 4       | 0    | 10      | 0      | 2       | 0      | 53      | 0     |
| 2012-13   | 19      | 0     | 3       | 0    | 5       | 0      | 2       | 0      | 28      | 0     |
| Total     | 476     | 0     | 31      | 0    | 129     | 0      | 18      | 0      | 653     | 0     |

| Any   | Amistosos | Amistosos | Copa del Món | Copa del Món | Eurocopa | Eurocopa | Confederacions | Confederacions | Total   | Total |
| Any   | Partits   | Gols      | Partits      | Gols         | Partits  | Gols     | Partits        | Gols           | Partits | Gols  |
| ----- | --------- | --------- | ------------ | ------------ | -------- | -------- | -------------- | -------------- | ------- | ----- |
| 2000  | 3         | 3         | 3            | 2            | 0        | 0        | 0              | 0              | 6       | 5     |
| 2001  | 3         | 2         | 2            | 0            | 0        | 0        | 0              | 0              | 5       | 2     |
| 2002  | 4         | 1         | 5            | 5            | 2        | 0        | 0              | 0              | 11      | 6     |
| 2003  | 3         | 1         | 1            | 2            | 6        | 4        | 0              | 0              | 10      | 7     |
| 2004  | 6         | 3         | 3            | 1            | 3        | 2        | 0              | 0              | 12      | 6     |
| 2005  | 1         | 0         | 9            | 4            | 0        | 0        | 0              | 0              | 10      | 4     |
| 2006  | 4         | 3         | 3            | 4            | 3        | 5        | 0              | 0              | 10      | 12    |
| 2007  | 1         | 0         | 0            | 0            | 8        | 3        | 0              | 0              | 9       | 3     |
| 2008  | 7         | 1         | 2            | 0            | 6        | 2        | 0              | 0              | 15      | 3     |
| 2009  | 4         | 1         | 5            | 4            | 0        | 0        | 4              | 4              | 13      | 9     |
| 2010  | 5         | 7         | 7            | 2            | 3        | 3        | 0              | 0              | 15      | 12    |
| 2011  | 7         | 5         | 0            | 0            | 4        | 2        | 0              | 0              | 11      | 7     |
| 2012  | 7         | 1         | 3            | 1            | 6        | 1        | 0              | 0              | 16      | 3     |
| Total | 55        | 28        | 43           | 25           | 41       | 22       | 4              | 4              | 143     | 79    |

## Palmarès
| Títol                                     | Equip                     | Any     |
| ----------------------------------------- | ------------------------- | ------- |
| Eurocopa d'Àustria sub-16                 | Selecció espanyola sub-16 | 1997    |
| Meridian Cup                              | Selecció espanyola sub-17 | 1999    |
| Copa del Món de Nigèria sub-20            | Selecció espanyola sub-20 | 1999    |
| Lliga de Campions                         | Reial Madrid              | 1999-00 |
| Trofeu Bravo                              | Reial Madrid              | 2000    |
| Lliga espanyola                           | Reial Madrid              | 2000-01 |
| Supercopa d'Espanya                       | Reial Madrid              | 2001    |
| Lliga de Campions                         | Reial Madrid              | 2001-02 |
| Supercopa Europea                         | Reial Madrid              | 2002    |
| Copa Intercontinental                     | Reial Madrid              | 2002    |
| Segon Millor Porter de l'any per la IFFHS | Espanya i Reial Madrid    | 2002    |
| Lliga espanyola                           | Reial Madrid              | 2003    |
| Supercopa d'Espanya                       | Reial Madrid              | 2003    |
| Segon Millor Porter de l'any per la IFFHS | Espanya i Reial Madrid    | 2003    |
| Lliga espanyola                           | Reial Madrid              | 2007    |
| Lliga espanyola                           | Reial Madrid              | 2008    |
| Trofeu Zamora                             | Reial Madrid              | 2008    |
| Eurocopa                                  | Espanya                   | 2008    |
| Supercopa d'Espanya                       | Reial Madrid              | 2008    |
| Millor Porter de l'any per la IFFHS       | Espanya, Reial Madrid     | 2008    |
| Millor Porter de l'any per la IFFHS       | Espanya, Reial Madrid     | 2009    |
| Millor Porter de l'any per la IFFHS       | Espanya, Reial Madrid     | 2010    |
| Copa del Món de Futbol                    | Espanya                   | 2010    |
| Copa del Rei de futbol                    | Reial Madrid              | 2010-11 |
| Millor Porter de l'any per la IFFHS       | Espanya, Reial Madrid     | 2011    |
| Lliga espanyola                           | Reial Madrid              | 2011-12 |
| Eurocopa 2012                             | Espanya                   | 2012    |
| Equip Ideal de l'Eurocopa 2012            | Espanya                   | 2012    |
| Supercopa d'Espanya                       | Reial Madrid              | 2012    |
| Copa del Rei de futbol                    | Reial Madrid              | 2013-14 |
| Lliga de Campions                         | Reial Madrid              | 2013-14 |
| Supercopa d'Europa                        | Reial Madrid              | 2014    |
| Campionat del Món                         | Reial Madrid              | 2014    |
| Lliga portuguesa                          | FC Porto                  | 2017-18 |
| Supercopa portuguesa                      | FC Porto                  | 2018    |